# Liste der Monuments historiques in Lassicourt
Die Liste der Monuments historiques in Lassicourt führt die Monuments historiques in der französischen Gemeinde Lassicourt auf.

## Liste der Objekte
| Bezeichnung       | Beschreibung                                | Standort                                | Kennzeichnung | Schutzstatus | Datum | Bild |
| ----------------- | ------------------------------------------- | --------------------------------------- | ------------- | ------------ | ----- | ---- |
| Kreuzigungsgruppe | Eichenholz, farbig gefasst, 16. Jahrhundert | in der Kirche St-Pierre-ès-Liens (Lage) | PM10000983    | Classé       | 1961  |      |